# Gennaro Aspreno Galante
Gennaro Aspreno Galante (Napoli, 28 giugno 1843 – San Giorgio a Cremano, 11 giugno 1923) è stato un presbitero e storico italiano.

## Biografia
I suoi genitori, Carmine e Amalia D'Afflitto, per l'agiatezza economica in cui si trovavano gli permisero un'ottima educazione e la nascita in lui di una spiccata erudizione coltivata particolarmente nella ricca biblioteca paterna. 
Si dedicò a studi di antichistica, di letteratura latina e greca, di teologia, questi ultimi con particolare riguardo alle sacre scritture e a San Tommaso d'Aquino.
Figure fondamentali per i suoi studi furono il canonico Giovanni Scherillo e l'insigne archeologo Giovanni Battista de Rossi che conobbe personalmente e presso il quale terminò la sua formazione.
Ordinato sacerdote dal cardinale Sisto Riario Sforza nel 1866, insegnò inizialmente greco e latino in alcuni licei privati finché, nel 1878, fu nominato professore di storia ecclesiastica e di archeologia cristiana prima nel liceo arcivescovile di Napoli, dove ottenne l'ordinariato l'anno successivo, quindi nel collegio di Maria, o seminario del Regno, preposto alla preparazione del clero meridionale.
Nel 1872, coadiuvato da due giovani sacerdoti, Gioacchino Taglialatela e Cosimo Stornaiuolo, scrisse la sua Guida sacra della città di Napoli, l'opera che lo renderà famoso in futuro, in cui riporta con grande dovizia la descrizione delle chiese napoletane divise in quattordici giornate.
Nel 1891 fu incaricato canonico cimeliarca (cioè custode del tesoro) del Duomo di Napoli, ma ricoprì anche altre cariche tra cui quella di ispettore agli scavi e monumenti di Pozzuoli. 
Particolare interesse per lui fu l'indagine sulle catacombe napoletane, in particolare quella di San Gennaro, che considerò subito sepolcreto cristiano, distaccandosi perciò dalla vecchia ipotesi che sosteneva trattarsi di cave di pietra o di vie sotterranee. Fu questo un lavoro cui si dedicò dagli anni della giovinezza fino a pochi mesi prima della morte.
A Napoli studiò varie catacombe minori come quelle di San Severo, di San Gaudioso, di Sant'Eufebio (o Eframo), di San Vito e dei Santi Fortunato e Massimo. Ad Atripalda - tra il 1875 e il 1891 - effettuò molte ricerche su il cimitero di Sant'Ipolisto martire.
Presso seminario Arcivescovile di Napoli è depositato il cosiddetto fondo Galante, cioè la raccolta di documenti, ricerche e manoscritti frutto della sua attività.
Morì nella villa di famiglia a San Giorgio a Cremano. Al Galante, il cui corpo riposa nella basilica di Santa Restituta, all'interno del Duomo, è stata intitolata una strada del quartiere di Secondigliano a Napoli, mentre a San Giorgio gli è stata intitolata la strada che si apre davanti alla villa in cui è morto.

## Opere (non esaustiva)
- La vita di San Giovanni IV, vescovo di Napoli, e le sue antiche traslazioni e invenzioni del suo corpo, in Scienza e fede, XLV, 1862
- Illustrazione di un'antica lapide greca ritrovata in Napoli, Napoli 1865
- Lapida sepolcrale di Teofilatto: arcidiacono della chiesa di Napoli nel secolo VII, 1867
- Memorie dell'antico Cenobio Lucullano di S. Severino abate in Napoli lette il 22 febbraio 1869 nella Pontificia Accademia Tiberina dal socio residente Gennaro Aspreno Galante prete napoletano, 1869
- Guida sacra della città di Napoli, 1872
- (con Taglialatela e Stornaiuolo) Marotta d'Aquino - omaggio storico a S. Tomaso d'Aquino nel sesto centenario della sua morte, il 7 marzo, 1874
- La tribuna del Duomo di Napoli, illustrata da Gennaro Aspreno Galante, 1874
- Memorie della vita e del culto del beato Nicolò eremita di S. Maria a Circolo in Napoli, 1875
- Memorie del santuario di S. Maria a Pugliano nella villa di Resina, 1875
- Orazione funebre pel cardinale arcivescovo di Napoli Sisto Riario Sforza recitata il 13 ottobre 1877 nella chiesa parrocchiale di San Giorgio a Cremano, 1877
- Il Cemetero Di Sant'Ipolisto Martire in Atripalda: Diocesi Di Avellino, 1893
- La catacomba di San Severo in Napoli
- Giovanni Battista de Rossi e l'archeologia cristiana nella storia della Chiesa, 1900